# نيو هانوفر
نيو هانوفر هي بلدة في مقاطعة برلنغتون، نيو جيرسي، الولايات المتحدة. اعتبارًا من تعداد الولايات المتحدة لعام 2010، كان عدد سكان البلدة 7385 نسمة، مما يعكس انخفاضًا قدره 2359 نسمة (-24.2٪) من 9744 المحسوب في تعداد عام 2000.